# Peter Wentz
Peter Lewis Kingston Wentz III, più semplicemente noto come Pete Wentz (Wilmette, 5 giugno 1979), è un cantante, polistrumentista e attore statunitense, noto soprattutto per essere il bassista e l'autore principale della band pop punk Fall Out Boy. In seguito all'annuncio di una pausa temporanea dei Fall Out Boy nel 2009, Wentz ha formato un gruppo elettropop, i Black Cards. Possiede inoltre una casa discografica, la Decaydance Records, la quale ha sotto contratto i Panic! at the Disco e i Gym Class Heroes.
Wentz si è inoltre impegnato in attività non legate al campo musicale, come la scrittura, la recitazione e la moda; nel 2005 ha fondato una società di abbigliamento chiamata Clandestine Industries. Dirige anche una società di produzione cinematografica denominata Bartskull Films ed un bar chiamato Angels & Kings. Le sue attività filantropiche includono collaborazioni con Invisible Children e UNICEF in un progetto di raccolta fondi che aiuta a portare l'acqua potabile alle persone in tutto il mondo.

## Biografia
È cresciuto a Wilmette, Illinois, un sobborgo di Chicago.
Ha studiato alla "New Trier High School" e alla "North Shore Country Day School", una piccola scuola privata dove faceva parte della squadra di calcio. Ha un fratello minore che si chiama Andrew e una sorella minore che si chiama Hillary; suo padre ha origini inglesi e tedesche e sua madre è giamaicana. È un grande fan di Morrissey e dei The Smiths. Si è iscritto alla "DePaul University" a scienze politiche, abbandonate dopo un semestre per concentrarsi sulla musica.
È stato molto attivo nella scena hardcore punk di Chicago e dalla seconda metà degli anni '90 ha partecipato a diverse band quali First Born, Extinction, Arma Angelus, Yellow Road Priest, e Racetraitor.
Contattato da Joe Trohman, a suo tempo bassista degli Arma Angelus, fonda i Fall Out Boy con lui, Patrick Stump, T.J. Raccine e tale Mike. Andy Hurley, batterista con cui aveva suonato negli Arma e nei Racetraitor, viene chiamato part-time nella band finché al passaggio di Patrick alla voce non viene integrato.
Gli Arma Angelus, di cui Pete era il cantante, hanno suonato il loro ultimo concerto nel 2004.
Nel 2005 ha tentato il suicidio ingerendo una grossa dose di farmaci, da allora è tornato a vivere con i suoi genitori, a questo episodio è dedicata la canzone "7 Minutes in Heaven" dal disco "From Under the Cork Tree". Sempre nel 2005 è apparso in diversi episodi di One Tree Hill dove impersonava se stesso.
Nel marzo 2006 hanno cominciato a circolare su internet alcune foto di lui nudo, inizialmente mandate da Peter ad una ragazza che stava corteggiando. Due mesi dopo ha commentato "dopo esserci stato male per 24 ore, ora ci posso ridere su" . Il fatto è parodiato nel video "This Ain't a Scene, It's an Arms Race".
Oltre ai suoi progetti con i Fall Out Boy, ha fondato la sotto-etichetta della Fueled By Ramen Decaydance, che ha sotto contratto band come i Panic at the Disco, The Academy Is..., Cobra Starship, Gym Class Heroes, e molte altre. Ha una sua linea di vestiti, la Clandestine Industries, una compagnia di produzione di film chiamata Bartskull Films, con la quale ha pubblicato il dvd Release the bats, una propria linea di bassi, Squier Precision Bass, e assieme ai suoi compagni di band e membri dei TAI..., Cobra e GCH ha aperto il nightclub Angels & Kings a New York.
A Pete si deve anche il successo della band Panic! at the Disco, dato che questi ultimi inviarono a Wentz il loro demo, che impressionò il bassista al punto da spingerlo ad andare a Las Vegas per sentire i ragazzi suonare dal vivo e convincerli a sottoscrivere un contratto con l'etichetta discografica Fueled by Ramen.
Nel giugno 2009 Pete ha lavorato a delle mini-serie di fumetti chiamati "Fall out toy works", pubblicati dall'Image Comics. Il progetto è stato ideato da lui insieme a Darren Romanelli. La trama è basata sulla canzone 'Tiffany Blews' dei Fall Out Boy ad incentrata su un "misterioso creatore di giocattoli, un cyborg chiamato Tiffany ed un bambino vestito da orso che somiglia a quello della copertina dell'album Folie à Deux." Hanno contribuito alla trama Brett Lewis, ai disegni Sam Basri, e il primo numero è stato pubblicato il 2 settembre 2009.
Nel 2010 Pete collabora con Mark Hoppus dei Blink 182 nel singolo "In Transit", composto appositamente per il film "Alice in Wonderland" che vedeva come attore Johnny Depp nel ruolo del Cappellaio Matto.
Da metà anno dopo la pausa indefinita con la sua precedente band (Fall out Boy), Pete è ispirato a formare un nuovo progetto musicale che prende il nome di Black Cards.
Nel 2013 Wentz ha riformato la band Fall Out Boy con i precedenti membri Patrick Stump, Joe Trohman e Andy Hurley, pubblicando l'album "Save Rock and Roll", per poi pubblicare il sesto album da studio American Beauty/American Psycho.

## Vita privata
Il 18 maggio 2008 si è sposato con la cantante statunitense Ashlee Simpson; il 20 novembre dello stesso anno la coppia ha avuto un figlio, Bronx Mowgli. Nel febbraio 2011 la coppia ha annunciato il divorzio a causa di differenze inconciliabili.
Il 21 agosto 2014 ha avuto un altro figlio, chiamato Saint Laszlo, dalla fidanzata Meagan Camper. Il 13 maggio 2018 la coppia ha avuto una figlia, Marvel Jane.

## Filmografia parziale
- Escape Plan 2 - Ritorno all'inferno (Escape Plan 2: Hades), regia di Steven C. Miller (2018)
- One Tree Hill